# Stanisławie
Stanisławie (niem. Stenzlau) – wieś kociewska w Polsce położona w województwie pomorskim, w powiecie tczewskim, w gminie Tczew przy drodze wojewódzkiej nr 224. W pobliżu miejscowości znajduje się węzeł drogowy Stanisławie autostrady A1 z drogą wojewódzką nr 224.
W latach 1975–1998 miejscowość administracyjnie należała do ówczesnego województwa gdańskiego.

## Zabytki

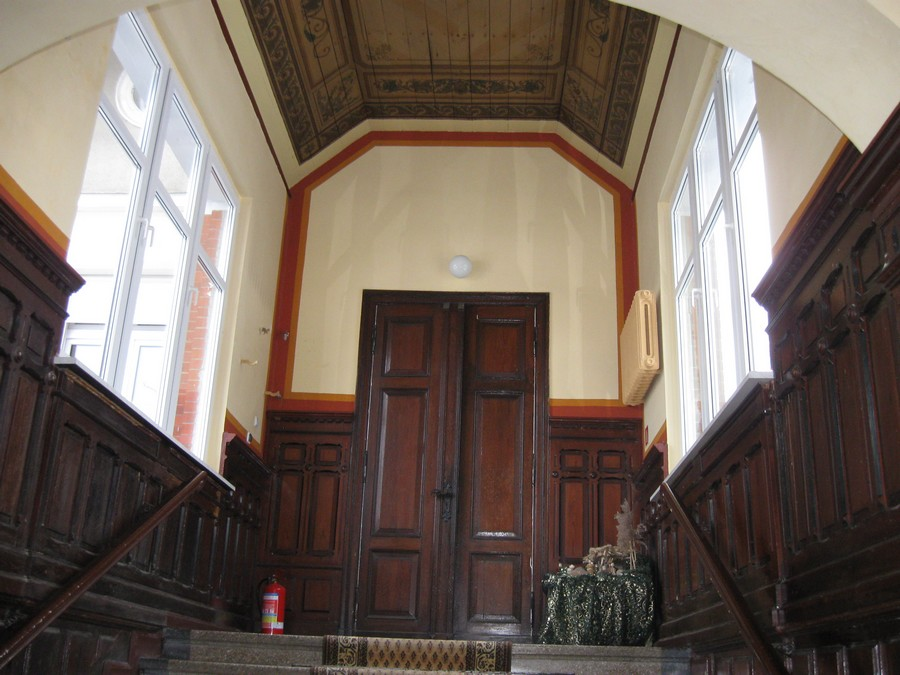
Wnętrze pałacu

Według rejestru zabytków NID na listę zabytków wpisany jest zespół dworski, XVIII-XIX, nr rej.: A-1194 z 27.11.1987: dwór i park.
Pałac zbudowany w 1783 roku przez ówczesnego starostę tczewskiego – Kickiego (obecnie dom pomocy społecznej), trzyskrzydłowy o ozdobnych elewacjach, centralna część późnobarokowa z 1783, boczne skrzydła młodsze o ok. 100 lat. Do zabudowań pałacowych należy również budynek gospodarczy, dawna oficyna oraz spichlerz, na teren wjazd przez paradną bramę z kutego żelaza. Wokół pałacu założenie parkowe ze starodrzewem.